# Ned Rorem
Ned Rorem   (Richmond, 23 d'octubre de 1923 - Manhattan, 18 de novembre de 2022) va ser un compositor i diarista estatunidenc. Va guanyar el Premi Pulitzer de música el 1976 pel seu "Air Music: Ten Etudes for Orchestra".

## Biografia
Rorem va néixer a Richmond, Indiana el 1923, com a fill i segon fill de C. (Clarence) Rufus Rorem (1894-1988) i de la seva dona, l'antiga Gladys W. Miller, nascuda a Illinois. Es van conèixer i es van casar a Dakota del Sud el 1920, on Rufus Rorem treballava per Goodyear Rubber. Ned Rorem tenia una germana gran Rosemary.
El seu avi patern, Ole John Rorem, era immigrant de Noruega; la seva àvia paterna, l'antiga Sinnie Thompson, va néixer a Iowa, igual que el seu pare. El pare de Rorem era economista mèdic i treballava per al Comitè sobre els costos de l'atenció mèdica a Washington, DC. Les seves idees i el seu estudi de 1930 van contribuir al desenvolupament dels plans d'assegurança mèdica combinats posteriorment de Blue Cross i Blue Shield. La família es va traslladar a Chicago, on el 1942 el pare treballava a la American Hospital Association. Rorem va mostrar un primer interès i talent per la música. Va rebre els seus primers estudis a les escoles de laboratori de la Universitat de Chicago i al Conservatori Americà de Música. Va estudiar a la Northwestern University abans d'assistir al Curtis Institute de Filadèlfiai la Juilliard School de Nova York. Rorem va ser criat com a quàquer i fa referència a això en entrevistes relacionades amb la seva peça Un lector de quàquers, que es basa en textos quàquers.
El 1966 va publicar "The Paris Diary of Ned Rorem", que, juntament amb els seus darrers diaris, li han aportat certa notorietat. Ell va estar obert sobre la seva sexualitat i d'altres homes, que descriu la seva relació amb Leonard Bernstein, Noël Coward, Samuel Barber i Virgil Thomson, i les relacions de diversos altres. Rorem també va tenir una petita aventura amb l'escriptor John Cheever.
Rorem també va escriure molt sobre música. Aquests assaigs es recullen a les antologies Setting the Tone, Music from the Inside Out i Music and People. La seva prosa és molt admirada, sobretot per les seves obsessionades observacions sobre músics tan destacats com el compositor i director d'orquestra Pierre Boulez. Rorem va compondre en un llenguatge tonal cromàtic al llarg de la seva carrera i no va dubtar a atacar les ortodòxies de les avantguardes.
El 2005 Rorem va ser objecte del llargmetratge documental, Ned Rorem: Word & Music. Entre els seus estudiants destacats hi ha Daron Hagen i David Horne.

## Premis
- 1951: beca Fulbright
- 1957 - Beca Guggenheim
- 1968 - Premi de l' Institut Nacional d'Arts i Lletres
- 1976 - Premi Pulitzer de música que reconeix la seva suite Air Music: Ten Etudes of Orchestra, interpretada per primera vegada a Cincinnati, el 5 de desembre de 1975 [3] [20]
- 1998 - Musical America Composer of the Year
- 2003 - Premi ASCAP Achievement Achievement,
- 2004 - Chevalier de l'Ordre des Arts et des Lettres
- 2003 - Cavaller de la Legió d'honor